# Cordillera de la Costa (Chile)
Cordillera de la Costa ist das Küstengebirge in Chile.

## Geografie
Das Küstengebirge beginnt ganz im Norden Chiles am El Morro in Arica und endet weit im Süden Chiles bei der Halbinsel Taitao in der Región de Aisén.
Die Berge sind allerdings nicht so hoch wie in den Anden, dabei wird das Gebirge von vielen Flüssen der Anden durchschnitten. Das Küstengebirge ist geologisch weit älter als die Anden.
Am Río Imperial bildet die Cordillera de Nabuelbuta einen vorläufigen Endpunkt, danach läuft das Küstengebirge im kleinen Abschnitten weiter (Cordillera Pelada, del Sarao, del Piuché und de Pirulil). Hinüber geht es dann auf die Insel Chiloé und den Chonos-Archipel bis zur Halbinsel Taitao.
Die höchsten Berge des Küstengebirges liegen in der Sierra Vicuña Mackenna südlich von Antofagasta mit dem Berg Vicuña Mackenna (3114 m). In Zentralchile liegen die Berge  Altos de Cantillana (2318 m), El Roble (2222 m), Vizcachas (2108 m) und La Campana (1910 m).